# Iráni Azerbajdzsán

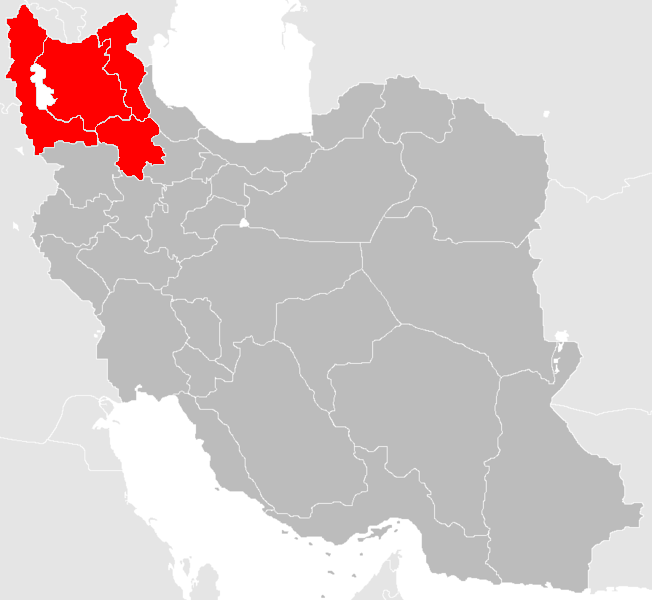
Iráni Azerbajdzsán tárképe

Iráni Azerbajdzsán vagy Azerbajdzsán (perzsa nyelven: آذربایجان, Āzarbāijān [ɒːzæɾbɒːjˈdʒɒːn], azeri nyelven:  آذربایجان, Āzerbāyjān [ɑːzæɾbɑjˈdʒɑn]) egy történelmi régió Irán északnyugati részén, amely három iráni tartományt foglal magába: Nyugat-Azerbajdzsánt, Kelet-Azerbajdzsánt és Ardabilt, de egyes meghatározásokban Zandzsánt is beleveszik ebbe a listába, földrajzi és/vagy kulturális értelemben is. A régiót többnyire azeriek lakják, de kisebbségben kurdok, örmények, tatok, talisok, asszírok és perzsák is élnek a területen.
Iráni Azerbajdzsán az eredetileg és történelmileg Azerbajdzsánnak nevezett föld, a hasonlóan azeriek lakta önálló Azerbajdzsán a 20. században sajátította ki a szomszédos, azeriek lakta iráni régió nevét. A történelmi Azerbajdzsánt az ókorban Média Atropaténének, az iszlám előtti középkorban Aturpatakannak (Adurbadagan) hívták. Egyesek Iráni Azerbajdzsánt Dél-Azerbajdzsánnak, a Azerbajdzsáni Köztársaságot pedig Észak-Azerbajdzsánnak is nevezik.
Az Orosz Birodalomtól elszenvedett katonai vereségeket követően Perzsia az 1813-as gulisztáni és az 1828-as türkmencsaji szerződés révén minden észak-kaukázusi és kaukázusi területét átengedte Oroszországnak. Az Araksz folyótól délre fekvő területek, amelyek a történelmileg Azerbajdzsán néven ismert régiót foglalták magukban, a Perzsa Birodalom, majd később Irán új északnyugati határa lettek. Az Araksz folyótól északra fekvő területek pedig, amelyeket az Oroszország általi elfoglalása idején nem Azerbajdzsán néven ismertek, ezeket az Orosz Birodalom részeként beolvasztották, majd a terület 1918-tól 1920-ig tartó rövid függetlensége alatt Azerbajdzsáni Demokratikus Köztársaságra kereszteltek, ezutánAzerbajdzsáni Szovjet Szocialista Köztársaság néven a Szovjetunióba épült be, aminek felbomlása után jött létre a mai Azerbajdzsáni Köztársaság.

## Nevének eredete
Az Azerbajdzsán név az Atropatész ókori perzsa nemes nevéből származik, aki perzsa Satrapa (kormányzó) volt Médeiában az Achaemenid birodalomban, és aki a modern Iráni Azerbajdzsánban található Atropatene nevű régiót irányította.
Atropatész neve a feltételezések szerint óperzsa gyökerekből származik, jelentése "tűz által védett". A nevet az Aveszta is említi: âterepâtahe ashaonô fravashîm ýazamaide néven. Azerbajdzsánt, tűztemplomainak köszönhetően számos történelmi forrás Zoroaszter próféta szülőhelyeként is említi, bár a modern tudósok születésének helyéről még nem jutottak megegyezésre.
Mivel a 19. században Irán a Golisztáni szerződések révén kénytelen volt átengedni a császári Oroszországnak az Araksz folyótól északra fekvő kaukázusi területeit (vagyis a későbbi Grúziát, Dagesztánt, Örményországot és Azerbajdzsáni Köztársaságot). Az Orosz Birodalom 1917-es, valamint a rövid életű Transzkaukázusi Demokratikus Szövetségi Köztársaság felbomlása után 1918-ban a vezető Musavat kormány az újonnan létrehozott Azerbajdzsáni Demokratikus Köztársaságra felvette az "Azerbajdzsán" nevet, amelyet 1918 május 27-én kiáltottak ki politikai okokból, annak ellenére, hogy ezt mindig is a mai északnyugat-Irán szomszédos régiójára használták.

## Története

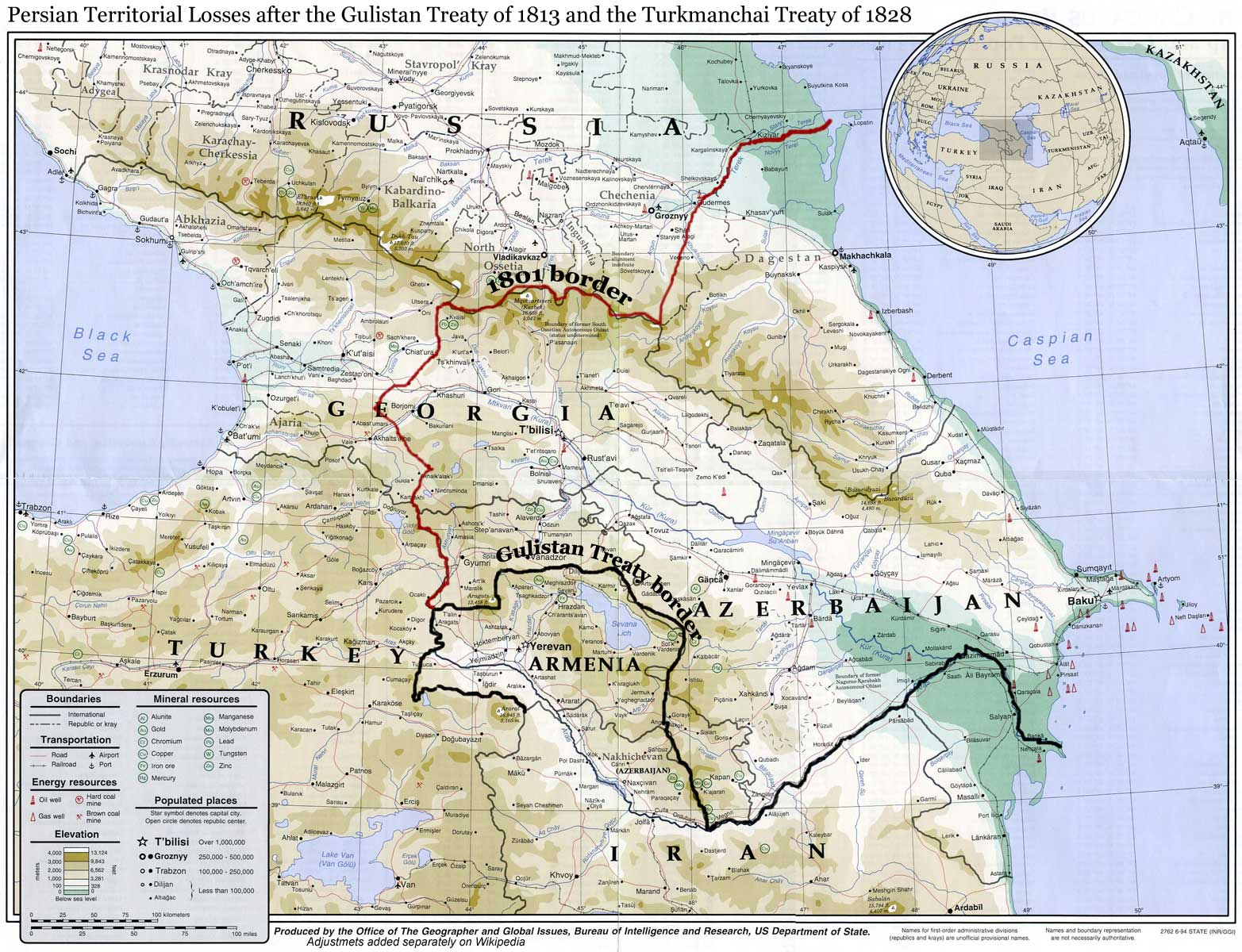
A Gulisztáni-szerződés térképe

A területről már a neolitikum idejééről is kerültek elő leletek. Az i. e. III. évezred végén a mai Azerbajdzsán és az iráni Kurdisztán egyes területein a lullubék és a kutik törzsei éltek. E legősibb törzsekhez az i. e. I. évezredben csatlakoztak a kaspi és a kaduszi népek, majd északról, a Nagy-Kaukázus felől szkíták és kimmerek szivárogtak le közéjük, majd a fejlődés folyamán ezek a törzsek szövetségre lépve egymással megalakították Mannea királyságot, mely az Urmia-tótól délkeletre fekvő régiót uralta, középpontjában a modern Szakkez (Saqqez) állt, ez az iráni Azerbajdzsán területének ismert legrégebbi királysága volt. A Mannea királyság iráni és nem iráni csoportok szövetsége volt.
Manneat egy Matieni nevű iráni nép hódította meg és olvasztotta magába, az ország neve pedig Matiene, az Urmia-tó neve pedig ekkor Matianus-tó volt. Matiene-t később a médek meghódították, és az ország a Méd Birodalom satrapiája, majd a Perzsa Birodalom médiai satrapiájának szub-satrapiája lett.
A régió nagy részét később az Örmény Királyság hódította meg, s a terület nagy része a történelmi Örményország részét képezte. A történelmi Örményország részei a mai Azerbajdzsánon belül; Sem Shirakan, Vaszpurakan és Paytakaran. Vaszpurakant, melynek nagy része a mai iráni Azerbajdzsán területén található, az örmény civilizáció bölcsőjeként írják le.
451. május 26-án egy nagyon fontos csata zajlott, amely rendkívül kulcsfontosságúnak bizonyult az örmény történelemben. Az Avarayr-síkságon, a mai Churs területén (a mai Nyugat-Azerbajdzsán tartomány) a Vardan Mamikonian vezette örmény hadsereg összecsapott a szászánida perzsiával. Bár a perzsák győztek magán a csatatéren, a csata az örmények fő stratégiai győzelmének bizonyult, mivel Avarayr megnyitotta az utat a nvarszaki szerződéshez (i.sz. 484), amely megerősítette Örményország jogát a kereszténység szabad gyakorlására.
A terület a 7. században rövid ideig Hérakleiosz bizánci császár birtokában volt, amíg a szászánidákkal meg nem kötötték a békét. Irán iszlám meghódítása után az arab hódítók lakosságának nagy részét az iszlámra térítették, és a kalifátus részévé tették.

## Szafavidák
Ardabílban (ősi Artavilla) jött létre a Szafavida-dinasztia, hogy megújítsa Perzsia államát és a síitizmust Irán hivatalos vallásává tegye. Nagyjából ugyanebben az időben a mai Azerbajdzsán és Irán lakossága síitává változott, és mindkét nemzet továbbra is az egyetlen nemzet a világon, jelentős síita többséggel, Iránban a legnagyobb síita népesség. Az Azerbajdzsáni Köztársaságban a második legnagyobb a síita lakosság százalékos aránya.
1502 után Azerbajdzsán a szafavidák fő bástyája és katonai bázisa lett. Ez volt az a fő tartomány, ahonnan a különböző iráni birodalmak irányították kaukázusi tartományaikat, egészen Dagesztánig a 19. század elején.
Időközben, 1514 és 1603 között, az oszmánok időnként elfoglalták Tebrizt és a tartomány más részeit. A szafavidák uralmát Abbász sah visszaállította, de az afgán invázió során (1722–1728) az oszmánok visszafoglalták Azerbajdzsánt és Irán más nyugati tartományait, amíg Nader sah ki nem utasította őket. Karim Khan Zand uralkodásának kezdetén Azad afgán kán sikertelenül lázadt fel Azerbajdzsánban, majd később Khoy dumbuli kurdjai és más törzsfőnökök uralták a terület különböző részeit. Azad Khan azonban vereséget szenvedett II. Erekle-től. A Kádzsár-dinasztia megjelenésével Azerbajdzsán a trónörökösök hagyományos lakóhelyévé vált. Addig is Azerbajdzsán maradt a fő terület, ahonnan a magas rangú kormányzók irányították a Kaukázus különböző területeit és kánságait, miközben a főhatalom Teheránban maradt.
Noha az első Kádzsár uralkodó, Aga Mohamed perzsa sah számos gyors hadjáratban – például Grúzia 1795-ös durva újbóli leigázásával – visszahódította a Kaukázust és egész Iránt, Irán a 19. században végül visszavonhatatlanul elveszítette a Kaukázus egészét a szomszédos Orosz Birodalomtól.
A 17. század vége, a 18. század eleje óta az oroszok aktívan expanzionista politikát folytattak délen a szomszédos birodalmakkal, nevezetesen az Oszmán Birodalommal és az egymást követő iráni királyságokkal szemben. Aga Mohamed kán halála és az orosz csapatok bevonulása a Perzsia birtokában lévő Tbiliszibe 1799-ben közvetlenül az orosz-perzsa háborúhoz (1804-1813) vezetett, amely a 19. századi számos orosz-perzsa háború közül az első volt, egyúttal a legpusztítóbb és legmegalázóbb. Az 1813-as háború végére és a gulisztáni szerződés megkötésével Irán kénytelen volt átengedni Grúziát, a mai Azerbajdzsáni Köztársaság nagy részét és Dagesztánt Oroszországnak. Az iráni kézben megmaradt kaukázusi területek a mai Örményország, a Nahicseváni Kánság és a Talis Kánság voltak. A következő háború, az orosz-perzsa háború (1826-1828) még megalázóbb vereséget eredményezett, Irán kénytelen volt átengedni a megmaradt kaukázusi régiókat, valamint az orosz csapatok ideiglenesen megszállták Tabrizt és az iráni Azerbajdzsánt is. Mivel Irán nem volt hajlandó megengedni, hogy az oroszok birtokba vegyék kaukázusi területeit az Észak-Kaukázusban és a Dél-Kaukázusban, az Irán és a Kaukázus térsége közötti évezredes ősi kapcsolatokat csak Oroszország túlerőben lévő hadereje szakította meg a 19. századi háborúkban.
Az Aras folyótól északra fekvő terület, amely magában foglalta a mai Azerbajdzsán Köztársaságot, Kelet-Grúziát, Dagesztánt és Örményországot, Irán területe volt mindaddig, amíg a 19. században Oroszország meg nem szállta őket
A 19. század folyamán Irán elveszítette Oroszországgal szemben azokat a régiókat, amelyek évszázadokon át Irán részét képezték. A 19. század végére Irán és Oroszország határa délebbre húzódott, az Aras folyónál, amely jelenleg Irán és Örményország – Azerbajdzsán határa.
Ezt követően az oroszoknak nagy befolyása volt Észak-Iránban, beleértve Azerbajdzsánt is (mivel Észak-Irán évtizedekre Oroszország befolyási övezetébe került). 1905 után Azerbajdzsán képviselői ennek az orosz befolyásnak köszönhetően nagyon aktívak voltak az iráni alkotmányos forradalomban.
Az orosz (cári) hadsereg 1909-ben, majd 1912–1914-ben és 1915–1918-ban ismét megszállta az iráni Azerbajdzsánt, majd 1914–1915-ben és 1918–1919-ben az oszmán erők; A bolsevik erők 1920–1921-ben megszállták Irán Azerbajdzsánt és Irán más részeit, a szovjet erők pedig 1941-ben szállták meg Iránt Azerbajdzsánt, így 1945 novemberétől 1946 novemberéig egy nagyon rövid életű autonóm, szovjet támogatású állam jött létre, feloszlatták, miután az iráni Azerbajdzsán újraegyesült Iránnal ugyanazon év novemberében. A nagyjából az utolsó nagy orosz-perzsa háborútól idáig tartó időszak az úgynevezett erős orosz befolyások időszaka Iránban. 
Egész Észak-Irán, beleértve az iráni Azerbajdzsánt, Gilan, Mazandaran, Qazvin és sok más hely egészen Iszfahánig az orosz befolyási övezetbe került. Iráni Azerbajdzsán számos régiójában orosz hadsereg állomásozott, orosz iskolákat alapítottak, és sok orosz telepedett le a régióban, de kevesebb, mint Gilanban és Mazandaranban. Emellett Azerbajdzsánba beözönlöttek az úgynevezett fehér emigránsok, akik az oroszországi bolsevik forradalom után Iránba menekültek. Az azerbajdzsáni tartományok mind a Pahlavi-korszakban, mind az iráni alkotmányos és iszlám forradalomban jelentős szerepet játszottak Irán kulturális és gazdasági életében.

## Fordítás
- Ez a szócikk részben vagy egészben  az   Azerbaijan (Iran) című angol Wikipédia-szócikk fordításán alapul.  Az eredeti cikk szerkesztőit annak laptörténete sorolja fel. Ez a jelzés csupán a megfogalmazás eredetét és a szerzői jogokat jelzi, nem szolgál a cikkben szereplő információk forrásmegjelöléseként.